# Dirty Rotten Imbeciles
Dirty Rotten Imbeciles, ou simplesmente D.R.I., é uma banda de crossover thrashhardcore formada em 1982 no Texas, Estados Unidos.

## História
Inicialmente era uma banda de hardcore/punk, e ao longo dos anos foi incorporando elementos do thrash metal no som, sendo considerados um dos pais do Crossover, a fusão do hardcore com o metal. A banda recebeu esse nome (Imbecis sujos e podres, em português) por causa do pai dos irmãos Kurt e Eric Brecht, apelidado de The Madman por eles. A banda sempre que ensaiava na casa dos irmãos, Mr. Madman mandava parar com o ensaio insultando-os com o futuro nome da banda. Eles inicialmente chamavam-se U.S.D.R.I. mas logo depois simplificaram para D.R.I.
Em 1987, a banda lança o álbum Crossover, com músicas mais longas e elaboradas que os álbuns anteriores, sendo esse álbum o pioneiro, mais importante e influente no estilo crossover thrash.
A banda teve várias formações diferentes, só permanecendo o vocalista Kurt Brecht e o guitarrista Spike Cassidy e lançou 7 álbuns e fez turnês no mundo inteiro com bandas como Dead Kennedys, Slayer (a banda credita o D.R.I. como uma das suas maiores influências),Ratos de Porão e chegou a tocar duas vezes no Brasil e faz shows esporadicamente hoje em dia.
Recentemente, o guitarrista Spike Cassidy foi diagnosticado com câncer no colon, interrompendo uma longa turnê que a banda pretendia fazer. Mas agora, o guitarrista está reucuperado e a banda promete novidades.
A banda teve os álbuns Dirty Rotten LP, Crossover e 4 of a Kind lançados no Brasil no formato vinil no final dos anos 1980, pelo selo Eldorado.
Primeira vez que vieram ao Brasil foi em 1990 (São Paulo) no antigo Projeto SP, para lançar o vinil “Trash Zone”.
O D.R.I. se apresentou no Brasil em 2011: Dias 13 de abril em Curitiba, no Hangar Bar,dia 14 de abril no Rio de Janeiro, Teatro Odisséia e no dia 15 abril em Recife, no Festival Abril Pro Rock junto com o Misfits, no dia 16 de abril em Belo Horizonte, no Music Hall e dia 17 de abril em São Paulo, no Carioca Club.

## Formação atual
- Spike Cassidy - guitarra (1982-presente)
- Kurt Brecht - vocal (1982-presente)
- Rob Rampy - bateria (1990-presente)
- Harald Oimoen - baixo (1999-presente)

## Membros anteriores
- Dennis Johnson - baixo (1982-1983)
- Sebastion Amok - baixo (1983)
- Josh Pappe - baixo (1984-1985) (1985-1989)
- Mikey Offender - baixo (1985)
- John Menor - baixo (1989-1994)
- Chumly Porter - baixo (1994-1999)
- Eric Brecht - bateria (1982-1984)
- Felix Griffin - bateria (1985-1990)

## Discografia

### EP's
- Dirty Rotten EP (1982)
- Violent Pacification (1984)
- But Wait...There's More!, on June 10, 2016.[1]

### Álbuns de estúdio
- Dirty Rotten LP (1983)
- Dealing With It (1985)
- Crossover (1987)
- 4 of a Kind (1988)
- Thrash Zone (1989)
- Definition (1992)
- Full Speed Ahead (1995)

### Ao vivo
- D.R.I Live (1994)
- Live At CBGB's 1984 (2005)

### Coletânea
- Greatest Hits (2001)

## Videografia
- Live At CBGB's 1984 (VHS, 1984)